# Pacific Rim: Rebelia
Pacific Rim: Rebelia (ang. Pacific Rim: Uprising) – amerykański film fantastycznonaukowy, akcji i przygodowy w reżyserii Stevena S. Knighta. Premiera produkcji odbyła się 15 marca 2018 roku w Vue West End przy Leicester Square w Londynie. Jest to kontynuacja filmu Pacific Rim z 2013 roku.

## Fabuła
Pacific Rim: Rebelia rozgrywa się dziesięć lat po wydarzeniach z pierwszej części serii. Głównym bohaterem jest Jake Pentecost, syn Stackera – protagonisty poprzedniej części. Jake był obiecującym pilotem Jaegera, lecz porzucił to zajęcie i wkroczył na przestępczą ścieżkę. Dzięki swojej przybranej siostrze Mako Mori ponownie zostaje pilotem i wraz z innymi próbuje ocalić Ziemię przed Kaijū.

## Obsada
Źródło: Metacritic
| Rola                     | Aktor            | Polski dubbing     |
| ------------------------ | ---------------- | ------------------ |
| Jake Pentecost           | John Boyega      | Marcel Sabat       |
| Nate Lambert             | Scott Eastwood   | Szymon Roszak      |
| Liwen Shao               | Jing Tian        | Angelika Kurowska  |
| Amara Namani             | Cailee Spaeny    | Justyna Kowalska   |
| młoda Amara Namani       | Madeleine McGraw | Antonina Żbikowska |
| Mako Mori                | Rinko Kikuchi    | Marta Dobecka      |
| dr Hermann Gottlieb      | Burn Gorman      | Jacek Beler        |
| Jules Reyes              | Adria Arjona     | Joanna Halinowska  |
| Marszałek Quan           | Zhang Jin        | Kamil Pruban       |
| dr Newton Geiszler       | Charlie Day      | Marcin Hycnar      |
| Suresh Khuran            | Karan Brar       | Karol Osentowski   |
| Viktoriya "Vik" Malikova | Ivanna Sakhno    | Karolina Bacia     |

## Odbiór

### Box office
Film zarobił 288,3 miliona dolarów amerykańskich (59 mln w Stanach Zjednoczonych oraz 229,3 mln w pozostałych krajach) przy budżecie wynoszącym 150 mln USD.

### Reakcja krytyków
Pacific Rim: Rebelia otrzymał mieszane recenzje od krytyków. W agregatorze Metacritic średnia ocen od recenzentów wynosi 44/100 (na podstawie 44 recenzji). Natomiast w serwisie Rotten Tomatoes 43% recenzji zebranych od krytyków było pozytywnych, a średnia z ocen wynosi 5/10 (na podstawie 198 recenzji).
Albert Nowicki (His Name is Death) pisał: „Logika zdarzeń wydaje się mocno pokaleczona: Boyega spędza przynajmniej kilka scen na flirtowaniu ze Scottem Eastwoodem, chociaż jego postać nie zostaje przedstawiona jako homo- lub biseksualna. Sam aktor, choć wygląda jak młody Denzel Washington, pod względem interpretatorskiego drygu imponuje równie bardzo co Eddie Murphy w Pluto Nash... 'Przebija' go tylko młody Eastwood − genem ojcowskiego talentu nijak nieskażony.”